# Kelly’s Bicycles

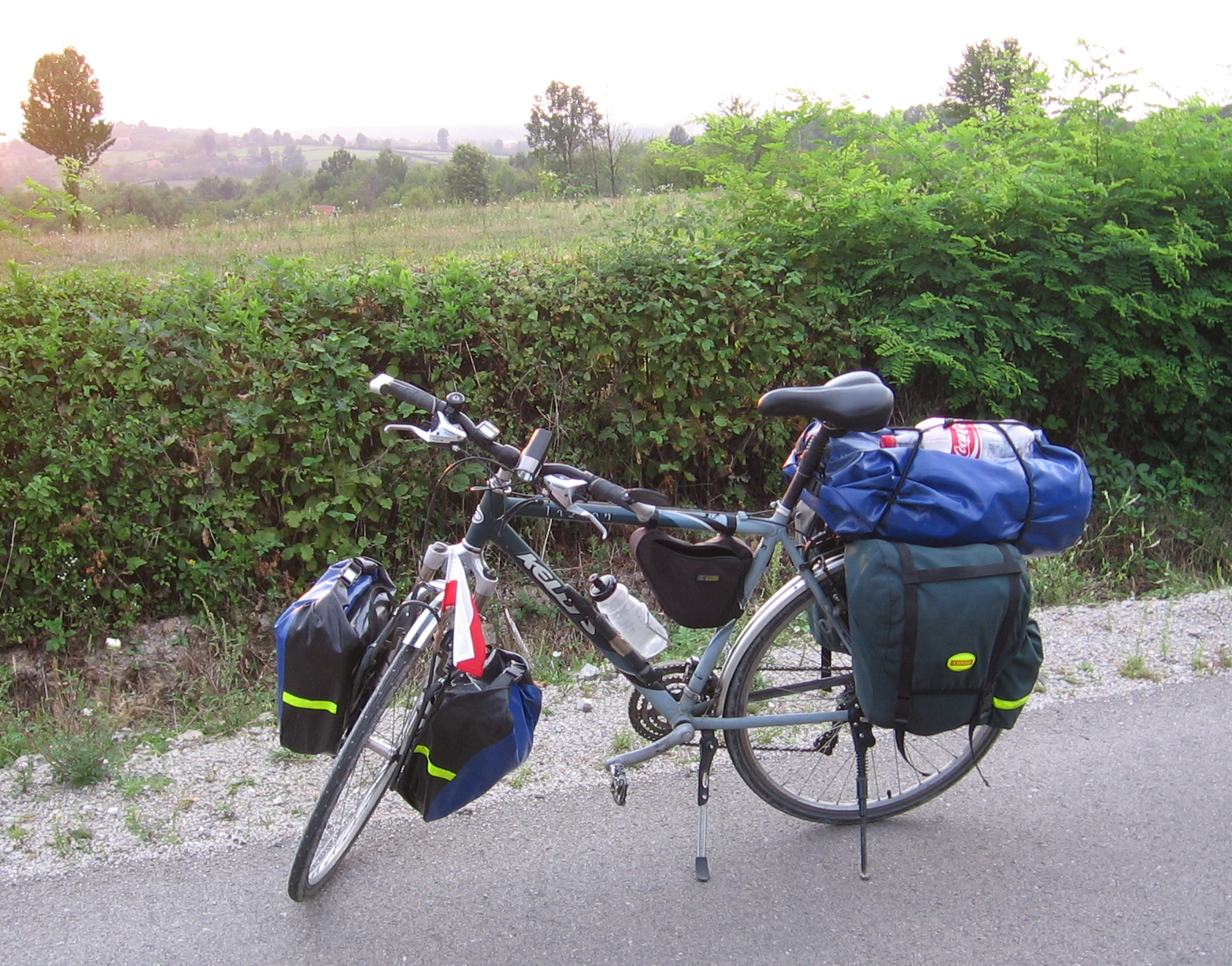
Rower trekingowy Kelly’s

Kelly’s Bicycles – słowacka firma zajmująca się produkcją rowerów, osprzętu do rowerów oraz akcesoriów turystycznych. Na rynku europejskim posiada montownie na Słowacji w dawnej fabryce Škoda. W ofercie firmy znajduje się większość typów rowerów.
Firma została założona przez dwóch braci – Petera i Brano Divinec w roku 1991. Produkcją rowerów pod własną marką zajmuje się od roku 1994.

## Kelly’s w Polsce
W Polsce pod nazwą Kelly’s Sp. z o.o. działa wyłączny importer produktów firmy Kelly’s Bicycles.